# Михаило Јевтић
Михаило Јевтић (Београд, 23. мај 1975) српски је глумац, писац и музичар. Такође се бави дизајном и израдом веб апликација и интернет сајтова. 

## Улоге:
- Вук Караџић - Родни Јадар (1987) ТВ епизода - Вук (као дете од 8 година)
- Сиви дом - Обрен (1986), 3 епизоде
  - Кец
  - Васпитачи
  - Велизар
- Срећна нова ‘49. (1986)
- Дебели и мршави (1985)
- Екран снежи (1985) (ТВ)
- Игра о памћењу и умирању (1984) (ТВ)
- Луде године 4. део - Какав деда такав унук (1983) - Михајло Миша Павловић
- Источно од Карабурме - сцена код коња
- Нушићу с љубављу - вечерња сцена Радовић
- Мој тата социјалистички кулак - позориште на теразијама
- Марко краљевић - Београдско драмско позориште